# Bonnie Nettles
Bonnie Lou Nettles (née Trousdale; Houston, 29 de agosto de 1927 – 18 ou 19 de junho de 1985), também conhecida como Ti, foi uma líder religiosa norte-americana, cofundadora da seita Heaven's Gate.
Natural do Texas, Nettles se formou enfermeira e casou com Joseph Segal em 1949. O casal teve quatro filhos e se divorciaram em 1972, logo depois que desenvolveu uma íntima amizade com Marshall Applewhite. Juntos, discutiram longamente o misticismo e concluíram que eram considerados mensageiros divinos. Após operarem uma livraria por um curto período, começaram a viajar pelo país para propagar seus ideais. A dupla disse a seus seguidores que seriam visitados por extraterrestres que lhes dariam novos corpos. Essas ideias foram expressas com linguagem extraída da escatologia cristã, do movimento New age e da cultura popular norte-americana.
O grupo obteve recursos financeiros no final da década de 1970, mantendo um estilo de vida específico por anos. Nettles faleceu em 1985, deixando Applewhite perturbado e desafiando seus pontos de vista sobre a ascensão física. Já na década de 1990, o grupo descobriu a aproximação do cometa Hale-Bopp com a Terra e iniciaram o rumor de uma nave espacial que o acompanhava. Eles concluíram que essa nave espacial era o transporte que levaria seus espíritos para uma viagem a outro planeta e, por consequência dessa crença, os membros do grupo cometeram suicídio coletivo em sua mansão. Depois da descoberta dos corpos, os meios de comunicação voltaram suas atenções para a seita.

## Primeiros anos
Bonnie Nettles nasceu e cresceu em Houston em uma família batista. Quando adulta, afastou-se da religião. Depois de se tornar enfermeira, casou-se com o empresário Joseph Segal Nettles em dezembro de 1949, com quem teve quatro filhos. O casamento deles permaneceu praticamente estável até 1972. De acordo com o The New York Times, o matrimônio começou a se deteriorar devido à crença de Nettles de que um monge do século XIX chamado Francis frequentemente conversava com ela, dando-lhe instruções. Além disso, ela frequentemente conduzia sessões com médiuns para entrar em contato com outros espíritos falecidos. Um grupo circular era realizado toda quarta-feira na casa dela. Nettles também estudou astrologia, teosofia e ocultismo. Em 1972, Nettles foi ver vários adivinhos, que lhe disseram que ela conheceria um homem misterioso, alto, com cabelos claros e uma pele clara. Esta descrição estava bastante próxima da aparência de Applewhite.

## Applewhite e primeiras viagens
Em 1972, Nettles conheceu Marshall Applewhite, um ex-professor de música. As circunstâncias do encontro de ambos não são claras, atribuindo-se de várias maneiras: procura de tratamento em um hospital, visita de um amigo em tratamento ou o ensino do filho de Nettles. O filho de Bonnie, Joe Nettles, corroborou esta última versão dos eventos. Qualquer que seja a versão correta, sabe-se que, logo após o encontro, os dois se tornaram amigos íntimos; mais tarde, ele expressou seu sentimento de conhecê-la há muito tempo e concluíram que haviam se conhecido em uma vida passada. Ela disse que o encontro havia sido predito por extraterrestres, convencendo-o de uma designação divina, e o incentivando a investigar alternativas à doutrina cristã tradicional, incluindo a astrologia.
Applewhite logo começou a morar com Nettles. Embora eles coabitassem, seu relacionamento não era sexual, cumprindo o desejo de longa data dele de ter um relacionamento profundo e amoroso, mas platônico. Ela era casada e tinha dois filhos, mas depois que se aproximou de Applewhite, divorciou-se do seu marido e, por conseguinte, perdeu a custódia de seus filhos. Applewhite viu Nettles como sua alma gêmea, e alguns de seus conhecidos mais tarde lembraram que ela tinha uma forte influência sobre ele. Raine escreve que Nettles "foi responsável por reforçar suas crenças ilusórias emergentes", mas o psiquiatra Robert Jay Lifton especula que a influência de Nettles o ajudou a evitar mais deterioração psicológica.
Juntos estabeleceram uma livraria que vendia livros relacionados com várias temáticas espíritas, e inauguraram um centro de ensino para oferecer aulas de misticismo e teosofia, no entanto, essas empresas foram fechadas pouco tempo depois. Em fevereiro de 1973, decidiram viajar para ensinar suas crenças para outras pessoas; essas viagem foram descritas por Lifton como uma "jornada espiritual inquieta, intensa, muitas vezes confusa e peripatética". Nessa época, conviviam com escassez de dinheiro e necessitaram recorrer à diversos trabalhos por recursos financeiros necessários. Eles subsistiam apenas com pães às vezes, constantemente acampados e ocasionalmente não pagavam as contas de hospedagem. Em 1974, os dois viajaram para Houston após uma de suas amigas concordar com seus ensinamentos e ela se tornou a primeira convertida.
Durante as viagens, Applewhite e Nettles ponderaram a vida de São Francisco de Assis, leram obras de vários autores, e estudaram os ensinamentos sobre cristologia, ascetismo e escatologia. Em junho de 1974, as crenças dos dois havia se solidificado em um esboço, e eles concluíram que foram escolhidos para cumprir profecias bíblicas e que receberam mentes de nível superior ao de outras pessoas. Posteriormente, eles também concluíram que eram as duas testemunhas descritas no Livro do Apocalipse e começaram a visitar igrejas e outros grupos espirituais para falar de suas identidades. Eles acreditavam que seriam mortos e depois restaurados à vida e, em vista dos outros, transportados para uma nave espacial; contudo, essas crenças foram mal recebidas.

## Desenvolvimento da crença e estilo de vida
Applewhite e Nettles continuaram viajando pelo país, publicando anúncios, marcando reuniões e visitando devotos do movimento New age, principalmente após a libertação de Applewhite que havia sido preso em agosto de 1974. Nessa época, os dois solidificaram uma crença em extraterrestres, buscando seguidores com a mesma opinião. A reunião mais sucedida de ambos ocorreu em setembro de 1975, no Oregon, onde conseguiram cerca de trinta seguidores. Esse evento despertou o interesse local dos meios de comunicação; contudo, a cobertura foi negativa. Os comentaristas e alguns antigos membros zombaram do grupo e acusaram Applewhite e Nettles de lavagem cerebral. Benjamin E. Zeller, um acadêmico que estudava novas religiões, observou que os ensinamentos de Applewhite e Nettles se concentraram na salvação através do crescimento individual e via isso como semelhante às correntes presentes no New age da época. Da mesma forma, a importância da escolha pessoal também foi enfatizada. Applewhite e Nettles negaram qualquer conexão com o movimento, vendo-o como uma criação humana.

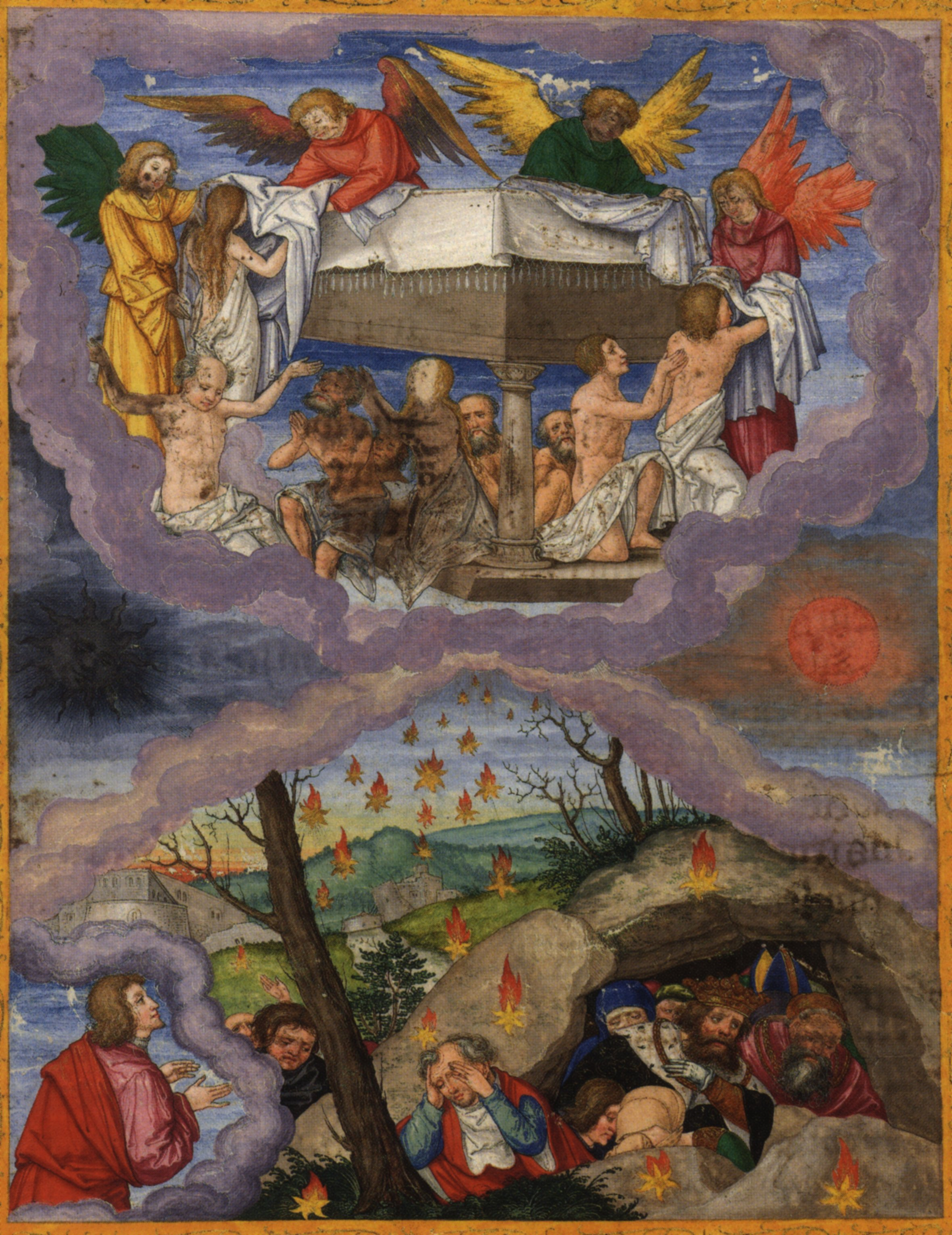
Uma representação do Apocalipse, que Applewhite acreditava descrever interações entre humanos e extraterrestres

Em 1975, Applewhite e Nettles adotaram os nomes "Bo" e "Peep". Eles tinham cerca de setenta seguidores e se viam como pastores cuidando de um rebanho. Os membros foram consequentemente instruídos a renunciar: amigos, família, mídia, drogas, álcool, jóias, pelos faciais e sexualidade. Além disso, eles foram obrigados a adotar nomes bíblicos. Applewhite e Nettles logo disseram a eles para adotar nomes de duas sílabas que terminavam em "ody" e tinham três consoantes na primeira sílaba, como Rkkody, Jmmody e Lvvody; Applewhite afirmou que esses nomes enfatizavam que seus seguidores eram filhos espirituais. Nettles, ele e seus seguidores viveram o que o estudioso religioso James Lewis descreve como um "estilo de vida quase nômade". Eles geralmente ficavam em acampamentos remotos e não falavam sobre suas crenças. Applewhite e Nettles deixaram de ter reuniões públicas em abril de 1975 e passaram pouco tempo ensinando doutrina a seus convertidos. Os líderes também tiveram pouco contato com seus seguidores dispersos, muitos dos quais renunciaram à sua lealdade.
Os líderes apresentavam temores de serem assassinados, e ensinaram a seus seguidores que suas mortes seriam semelhantes às das duas testemunhas do livro do Apocalipse. Balch e Taylor acreditam que a experiência na prisão de Applewhite e a rejeição precoce do público contribuiu para esse medo. Mais tarde, explicaram a seus seguidores que o tratamento da imprensa pela primeira vez era uma forma de assassinato e cumprira sua profecia.
No início de 1976, Applewhite e Nettles haviam adotado os nomes "Do" e "Ti"; ele afirmou que esses eram nomes sem significados. Em junho do mesmo ano, os líderes reuniram seus seguidores restantes na Floresta Nacional de Medicine Bow, no sudeste do Wyoming, prometendo uma visita ao OVNI. Nettles depois anunciou que a visita havia sido cancelada. Applewhite e Nettles então dividiram seus seguidores em pequenos grupos, que eles chamam de "Grupos de Estrelas".
Entre 1976 e 1979, o grupo viveu em acampamentos, geralmente nas montanhas rochosas ou no Texas. Applewhite e Nettles começaram a exigir mais da vida de seus seguidores até então pouco estruturada, o que melhorou a retenção de membros. Eles normalmente se comunicavam com seus discípulos por escrito ou por meio de assistentes. Cada vez mais, enfatizavam que eram a única fonte de verdade - a ideia de que os membros podiam receber revelações individuais foi rejeitada na tentativa de evitar cismas. Applewhite também procurou evitar amizades íntimas entre seus seguidores, temendo que isso pudesse levar à insubordinação. Os dois insistiram que seus seguidores praticassem o que chamavam de "flexibilidade" - estrita obediência a seus pedidos que muitas vezes eram contraditórios. Os líderes limitaram os contatos do grupo com pessoas de fora do movimento, mesmo nos possíveis interessados a integrar o grupo, ostensivamente para impedir a infiltração de partes hostis. Na prática, isso tornou seus seguidores completamente dependentes deles.

## Alojamento e controle
No final da década de 1970, o grupo recebeu uma grande quantia em dinheiro, possivelmente uma herança de um membro ou doações da renda dos seguidores. Esse capital foi usado para alugar casas, inicialmente em Denver e depois em Dallas. Applewhite e Nettles tinham cerca de quarenta seguidores na época e moravam em duas ou três casas; os líderes geralmente tinham casa própria. O grupo era secreto sobre seu estilo de vida, cobrindo suas janelas. Applewhite e Nettles organizaram o estilo de vida de seus seguidores como um campo de treinamento que os prepararia para o próximo nível. Referindo-se à casa deles como uma "nave", eles regimentaram a vida de seus discípulos a cada minuto. Os seguidores que não estavam comprometidos com esse estilo de vida foram incentivados a sair; os membros que partiam receberam assistência financeira.
Applewhite e Nettles às vezes faziam mudanças repentinas e drásticas no grupo. Em uma ocasião no Texas, eles contaram aos seus seguidores uma visita futura de extraterrestres e os instruíram a esperar do lado de fora a noite toda, quando eles os informaram que isso tinha sido apenas um teste. Lalich vê isso como uma maneira de aumentar a devoção de seus alunos, garantindo que seu compromisso se torne independente do que eles viram. Os membros ficaram desesperados pela aprovação de Applewhite, a qual usou para controlá-los.
Em 1980, Applewhite e Nettles tinham cerca de oitenta seguidores, muitos dos quais mantinham empregos, muitas vezes trabalhando com computadores ou como mecânicos de automóveis. Dois anos depois, Applewhite e Nettles permitiram que seus discípulos ligassem para suas famílias. Eles relaxaram ainda mais seu controle em 1983, permitindo que seus seguidores visitassem parentes no Dia das Mães. Eles só tiveram estadias curtas e foram instruídos a dizer a suas famílias que estavam estudando computadores em um mosteiro. Essas férias pretendiam apaziguar as famílias, demonstrando que os discípulos permaneceram com o grupo por sua própria vontade.

## Falecimento
Em 1983, Nettles teve um olho removido cirurgicamente como resultado de um câncer diagnosticado vários anos antes. Ela viveu por mais dois anos, falecendo em 1985. Para explicar a morte de Nettles, Applewhite disse a seus seguidores que ela havia "viajado para o próximo nível" porque tinha que despender "muita energia para permanecer na Terra", abandonando seu corpo para fazer a jornada. disse a seus seguidores que havia sido deixado para trás por Nettles porque ainda tinha mais a aprender - confirmando a sua opinião de que Nettles ocupava um papel espiritual superior em relação ao dele. A partir disso, começou a identificá-la como "o Pai" e frequentemente se referia a ela com pronomes masculinos.
A morte de Nettles provocou vários impactos em Applewhite, incluindo uma severa depressão e paranoias.  Ele também alterou sua visão da ascensão; anteriormente, havia ensinado que o grupo ascenderia fisicamente da Terra e que a morte permitiria a reencarnação, mas o falecimento dela - que deixou para trás um corpo corporal inalterado - o forçou a dizer que a ascensão poderia ser espiritual. Zeller observa que suas crenças foram baseadas na Bíblia cristã, mas interpretadas através das lentes da crença no contato alienígena com a humanidade.

## Suicídio coletivo

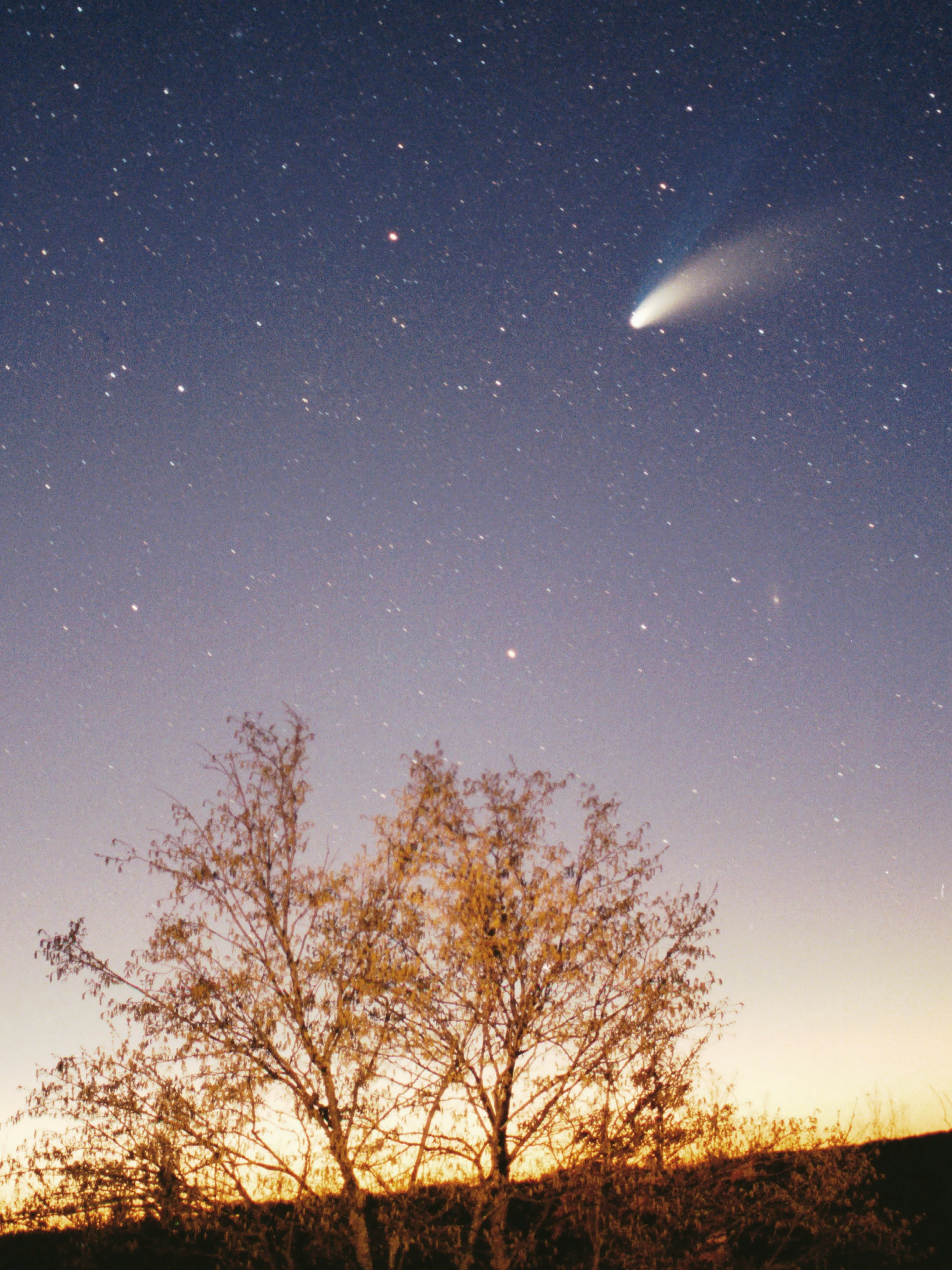
Vista do cometa Hale-Bopp em março de 1997.

Mais de uma década após a morte de Nettles, o grupo alugou uma mansão em Rancho Santa Fe, Califórnia. Posteriormente, descobriram sobre a aproximação do cometa Hale-Bopp. Applewhite acreditava que Nettles estaria a bordo de uma nave espacial atrás do cometa, e que ela planejava encontrar-se com eles. Ele disse a seus seguidores que a nave os transportariam para um destino empíreo e que uma conspiração do governo estava tentando suprimir a notícia. Como tomou conhecimento sobre o cometa e os motivos de ter acreditado na presença dos extraterrestres e da falecida Nettles são questionamentos sem respostas.
Nos últimos dias de março de 1997, o grupo se isolou e gravou mensagens de despedida. Os suicídios foram postulados em 22 de março e duraram por três dias. A maioria dos membros ingeriram barbitúricos e álcool e depois colocaram sacos plásticos sobre a cabeça; Applewhite foi um dos quatro últimos a morrer. Três assistentes o ajudaram a se suicidar e depois se mataram. Após uma denúncia anônima, os 39 corpos foram encontrados no dia 26 de março. Esse evento foi o maior suicídio em grupo envolvendo cidadãos norte-americanos desde 1978, quando 920 norte-americanos se suicidaram em Jonestown, na Guiana. O corpo de Applewhite foi encontrado sentado na cama do quarto principal da mansão.